# Rasmus Sørensen (politiker, 1796-1873)
 For alternative betydninger, se Rasmus Sørensen. (Se også artikler, som begynder med Rasmus Sørensen)
Rasmus Sørensen (født 28. januar 1796 i Morsholt syd for Odder, død 21. marts 1873 på Kallestrupgård) var en dansk landmåler og politiker.
R. Sørensen var landmålerassistent 1812-1815 og landmåler til 1822 og deltog i matrikuleringen til 1818. Han blev gods- og avlsforvalter på Bredeshave ved Præstø i 1822 og forvalter på Ravnstrup, Holmegård og Petersminde ved Næstved 1829-1841. Sørensen købte gården Kallestrupgård i Hvam Sogn vest for Hobro i 1841 hvor han opdyrkede store arealer med hede og kær. En svigersøn overtog gården i 1868, men Sørensen blev boende til sin død i 1873.
Han var medlem af sogneforstanderskabet 1845-1850 og amtsrådet i Viborg Amt 1859-1862. Han var medlem af Folketinget valgt i Viborg Amts 5. valgkreds (Løvelkredsen) fra 26. februar 1853 til 27. maj 1853. Han blev valgt ved folketingsvalget 26. februar 1853 men stillede ikke op til andre folketingsvalg.